# 茁壮早熟禾
茁壮早熟禾（学名：Poa imperialis）为禾本科早熟禾属下的一个种。其种加词“imperialis”意为“帝王的”。